# Eduardo Appio
Eduardo Fernando Appio (Erechim, 1971) es un escritor y juez federal brasileño, titular apartado de la 13.ª Vara Federal de Curitiba, designado para actuar en los procesos de la Operación Lava Jato. Según CartaCapital, su actuación en la Lava Jato "provocó un cambio de rumbo en la operación".

## Biografía
Hijo del político Francisco Appio y casado con Vanessa Appio, es doctor en Derecho Constitucional por la UFSC y posdoctorado por la UFPR. Fue fiscal de justicia en Paraná y juez en Rio Grande do Sul.

## Actuación en la 13.ª Vara Federal de Curitiba
Eduardo Appio se convirtió en titular de la 13.ª Vara Federal de Curitiba el 7 de febrero de 2023, después de que su predecesor, Luiz Antônio Bonat, fuera ascendido al cargo de magistrado en el TRF-4. Se hizo conocido por criticar los métodos de Sergio Moro, quien previamente ocupaba este cargo en la Vara Federal. Su imparcialidad fue cuestionada por Deltan Dallagnol, después de que se hiciera pública la información de que su nombre figuraba en el registro de donaciones electorales a la campaña de Luiz Inácio Lula da Silva y de que Appio utilizaba la contraseña LUL2022. Appio negó haber realizado donaciones a candidatos políticos y afirmó que la contraseña era una protesta individual contra la detención de Lula, que posteriormente fue considerada ilegal. Además de la donación de R$ 13 a Lula, Appio habría donado R$ 40 a la candidatura de Ana Júlia Pires Ribeiro. En marzo de 2023, el senador Flávio Bolsonaro solicitó la suspensión de Appio al Consejo Nacional de Justicia, por su presunta "participación en actividades político-partidarias" y "conducta inmoral".
Durante su breve período en la Vara Federal, Appio revocó algunas decisiones de Moro en casos de la Lava Jato. En mayo, revirtió la sentencia contra Sérgio Cabral, condenado en 2017, pero la decisión fue anulada por el TRF-4 debido a cuestionamientos sobre la imparcialidad de Appio. Otra decisión revertida en el TRF-4 fue la liberación de una cuenta bloqueada con R$ 35 millones pertenecientes a Antônio Palocci, debido a la incompetencia de la Vara de Curitiba. Además, solicitó la inclusión de Rodrigo Tacla Duran, un empresario que acusa a Moro y Dallagnol de extorsión, en el programa de protección a testigos. Después de tomar el testimonio de Tacla Duran, Appio informó que había recibido amenazas y solicitó al TRF-4 refuerzos en su seguridad personal, y argumentó que las amenazas se debían al poder político de Moro y Dallagnol.

### Suspensión, inspección y decisión del STF
El 22 de mayo de 2023, por decisión del TRF-4, Eduardo Appio fue apartado de la 13.ª Vara Federal de Curitiba, después de ser acusado de amenazar al hijo del magistrado Marcelo Malucelli. Según la denuncia del magistrado, Appio habría llamado a João Eduardo Barreto Malucelli, socio de Sergio Moro y su esposa, utilizando un número privado, y realizó insinuaciones sobre irregularidades en la declaración de impuestos del abogado. Durante la llamada, que tuvo lugar en abril, habría preguntado: "¿Está seguro de que no ha hecho nada malo?" En abril, Appio denunció a Malucelli ante el Consejo Nacional de Justicia, alegando que había incumplido órdenes del Supremo Tribunal Federal y había cometido abuso de autoridad al restablecer la prisión preventiva de Rodrigo Tacla Duran.
Según el TRF-4, hubo una posible violación de seis reglas del Código de Ética de la Magistratura. La llamada telefónica fue grabada y, según el informe de la Policía Federal, uno de los indicios presentados para la suspensión, en una escala de -4 a +4, la correspondencia de la voz de Appio con la del autor de la llamada es +3. Sin embargo, según el informe presentado por la defensa de Appio, un peritaje realizado por el técnico Pablo Arantes demuestra que la voz en la llamada no es la de Eduardo Appio. El Consejo Nacional de Justicia ordenó abrir una investigación para esclarecer las controversias entre el TRF-4 y la 13.ª Vara Federal de Curitiba.
El 17 de julio de 2023, el Consejo Nacional de Justicia decidió mantener a Appio alejado de la 13.ª Vara Federal de Curitiba. El corregidor Nacional de Justicia, Luis Felipe Salomão, consideró que existen "elementos suficientes para mantener la suspensión del magistrado hasta el final de las investigaciones". Además, Salomão afirmó que Appio habría utilizado datos e información del sistema de Justicia Federal para intimidar al magistrado Marcelo Malucelli, señalando que "la utilización de esta información para intimidar a un magistrado del Tribunal representa, por sí sola, en teoría, una conducta gravísima y apta para justificar la suspensión provisional y cautelar del magistrado bajo investigación". La defensa del magistrado dijo que apelará la decisión de Salomão.
El 19 de septiembre de 2023, Dias Toffoli, ministro del Tribunal Supremo Federal, anuló la recusación de Eduardo Appio, declarada por el TRF-4 en mayo, y suspendió el proceso administrativo que se seguía contra el juez. La defensa de Appio busca revertir la suspensión de la 13ª Vara Federal de Curitiba.